# Бебсон-таск
Бебсон-таск, таск Бабсона (англ. Babson task, досл. «завдання Бебсона») — рекордна шахова задача на тему взаємного ідентичного перетворення 1 білого і 1 чорного пішаків у всі фігури.

## Історія
Цей задум цікавив шахових композиторів ще на початку XX століття, його вдалося частково здійснити в чотириходовці Вольганга Паулі (1912) — взаємне перетворення пішаків у ферзя, туру і слона. Повністю з усіма чотирма перетвореннями — у формі зворотного мату — задачу розв'язав американський проблеміст Дж. М. Бебсон (1924).
В легальній ортодоксальній формі (рекордне досягнення) задачу розв'язав радянський шаховий композитор і проблеміст Леонід Ярош (березень 1983). Цікаво, що всього за рік до публікації з розв'язанням Яроша французький проблеміст П'єр Дрюмар, що працював над темою протягом 22 років, стверджував, що вона не може бути реалізована в легальній ортодоксальній формі (у 1980 році він опублікував першу задачу, яка містила рекордний задум, але з нелегальною початковою позицією). Пізніше у 80-ті роки з'явилися ще кілька ортодоксальних завдань (у тому числі самого Л. Яроша) на цю тему.
Існує різновид теми, званий «циклічним Бебсон-таском» — взаємне циклічне перетворення 1 білого і 1 чорного пішаків у всі можливі фігури.

## Композиція Вольфганга Паулі
|   | a | b | c | d | e | f | g | h |   |
| 8 | g8 білий слон · a7 білий король · d7 чорний пішак · e7 білий слон · f7 білий пішак · g7 білий пішак · d6 білий пішак · f5 білий пішак · g4 білий пішак · h4 білий пішак · a3 чорний пішак · c3 чорний пішак · h3 чорний король · a2 чорний пішак · b2 білий пішак · c2 чорний пішак · g2 біла тура · b1 чорний слон · c1 біла тура · e1 білий кінь | g8 білий слон · a7 білий король · d7 чорний пішак · e7 білий слон · f7 білий пішак · g7 білий пішак · d6 білий пішак · f5 білий пішак · g4 білий пішак · h4 білий пішак · a3 чорний пішак · c3 чорний пішак · h3 чорний король · a2 чорний пішак · b2 білий пішак · c2 чорний пішак · g2 біла тура · b1 чорний слон · c1 біла тура · e1 білий кінь | g8 білий слон · a7 білий король · d7 чорний пішак · e7 білий слон · f7 білий пішак · g7 білий пішак · d6 білий пішак · f5 білий пішак · g4 білий пішак · h4 білий пішак · a3 чорний пішак · c3 чорний пішак · h3 чорний король · a2 чорний пішак · b2 білий пішак · c2 чорний пішак · g2 біла тура · b1 чорний слон · c1 біла тура · e1 білий кінь | g8 білий слон · a7 білий король · d7 чорний пішак · e7 білий слон · f7 білий пішак · g7 білий пішак · d6 білий пішак · f5 білий пішак · g4 білий пішак · h4 білий пішак · a3 чорний пішак · c3 чорний пішак · h3 чорний король · a2 чорний пішак · b2 білий пішак · c2 чорний пішак · g2 біла тура · b1 чорний слон · c1 біла тура · e1 білий кінь | g8 білий слон · a7 білий король · d7 чорний пішак · e7 білий слон · f7 білий пішак · g7 білий пішак · d6 білий пішак · f5 білий пішак · g4 білий пішак · h4 білий пішак · a3 чорний пішак · c3 чорний пішак · h3 чорний король · a2 чорний пішак · b2 білий пішак · c2 чорний пішак · g2 біла тура · b1 чорний слон · c1 біла тура · e1 білий кінь | g8 білий слон · a7 білий король · d7 чорний пішак · e7 білий слон · f7 білий пішак · g7 білий пішак · d6 білий пішак · f5 білий пішак · g4 білий пішак · h4 білий пішак · a3 чорний пішак · c3 чорний пішак · h3 чорний король · a2 чорний пішак · b2 білий пішак · c2 чорний пішак · g2 біла тура · b1 чорний слон · c1 біла тура · e1 білий кінь | g8 білий слон · a7 білий король · d7 чорний пішак · e7 білий слон · f7 білий пішак · g7 білий пішак · d6 білий пішак · f5 білий пішак · g4 білий пішак · h4 білий пішак · a3 чорний пішак · c3 чорний пішак · h3 чорний король · a2 чорний пішак · b2 білий пішак · c2 чорний пішак · g2 біла тура · b1 чорний слон · c1 біла тура · e1 білий кінь | g8 білий слон · a7 білий король · d7 чорний пішак · e7 білий слон · f7 білий пішак · g7 білий пішак · d6 білий пішак · f5 білий пішак · g4 білий пішак · h4 білий пішак · a3 чорний пішак · c3 чорний пішак · h3 чорний король · a2 чорний пішак · b2 білий пішак · c2 чорний пішак · g2 біла тура · b1 чорний слон · c1 біла тура · e1 білий кінь | 8 |
| 7 | g8 білий слон · a7 білий король · d7 чорний пішак · e7 білий слон · f7 білий пішак · g7 білий пішак · d6 білий пішак · f5 білий пішак · g4 білий пішак · h4 білий пішак · a3 чорний пішак · c3 чорний пішак · h3 чорний король · a2 чорний пішак · b2 білий пішак · c2 чорний пішак · g2 біла тура · b1 чорний слон · c1 біла тура · e1 білий кінь | g8 білий слон · a7 білий король · d7 чорний пішак · e7 білий слон · f7 білий пішак · g7 білий пішак · d6 білий пішак · f5 білий пішак · g4 білий пішак · h4 білий пішак · a3 чорний пішак · c3 чорний пішак · h3 чорний король · a2 чорний пішак · b2 білий пішак · c2 чорний пішак · g2 біла тура · b1 чорний слон · c1 біла тура · e1 білий кінь | g8 білий слон · a7 білий король · d7 чорний пішак · e7 білий слон · f7 білий пішак · g7 білий пішак · d6 білий пішак · f5 білий пішак · g4 білий пішак · h4 білий пішак · a3 чорний пішак · c3 чорний пішак · h3 чорний король · a2 чорний пішак · b2 білий пішак · c2 чорний пішак · g2 біла тура · b1 чорний слон · c1 біла тура · e1 білий кінь | g8 білий слон · a7 білий король · d7 чорний пішак · e7 білий слон · f7 білий пішак · g7 білий пішак · d6 білий пішак · f5 білий пішак · g4 білий пішак · h4 білий пішак · a3 чорний пішак · c3 чорний пішак · h3 чорний король · a2 чорний пішак · b2 білий пішак · c2 чорний пішак · g2 біла тура · b1 чорний слон · c1 біла тура · e1 білий кінь | g8 білий слон · a7 білий король · d7 чорний пішак · e7 білий слон · f7 білий пішак · g7 білий пішак · d6 білий пішак · f5 білий пішак · g4 білий пішак · h4 білий пішак · a3 чорний пішак · c3 чорний пішак · h3 чорний король · a2 чорний пішак · b2 білий пішак · c2 чорний пішак · g2 біла тура · b1 чорний слон · c1 біла тура · e1 білий кінь | g8 білий слон · a7 білий король · d7 чорний пішак · e7 білий слон · f7 білий пішак · g7 білий пішак · d6 білий пішак · f5 білий пішак · g4 білий пішак · h4 білий пішак · a3 чорний пішак · c3 чорний пішак · h3 чорний король · a2 чорний пішак · b2 білий пішак · c2 чорний пішак · g2 біла тура · b1 чорний слон · c1 біла тура · e1 білий кінь | g8 білий слон · a7 білий король · d7 чорний пішак · e7 білий слон · f7 білий пішак · g7 білий пішак · d6 білий пішак · f5 білий пішак · g4 білий пішак · h4 білий пішак · a3 чорний пішак · c3 чорний пішак · h3 чорний король · a2 чорний пішак · b2 білий пішак · c2 чорний пішак · g2 біла тура · b1 чорний слон · c1 біла тура · e1 білий кінь | g8 білий слон · a7 білий король · d7 чорний пішак · e7 білий слон · f7 білий пішак · g7 білий пішак · d6 білий пішак · f5 білий пішак · g4 білий пішак · h4 білий пішак · a3 чорний пішак · c3 чорний пішак · h3 чорний король · a2 чорний пішак · b2 білий пішак · c2 чорний пішак · g2 біла тура · b1 чорний слон · c1 біла тура · e1 білий кінь | 7 |
| 6 | g8 білий слон · a7 білий король · d7 чорний пішак · e7 білий слон · f7 білий пішак · g7 білий пішак · d6 білий пішак · f5 білий пішак · g4 білий пішак · h4 білий пішак · a3 чорний пішак · c3 чорний пішак · h3 чорний король · a2 чорний пішак · b2 білий пішак · c2 чорний пішак · g2 біла тура · b1 чорний слон · c1 біла тура · e1 білий кінь | g8 білий слон · a7 білий король · d7 чорний пішак · e7 білий слон · f7 білий пішак · g7 білий пішак · d6 білий пішак · f5 білий пішак · g4 білий пішак · h4 білий пішак · a3 чорний пішак · c3 чорний пішак · h3 чорний король · a2 чорний пішак · b2 білий пішак · c2 чорний пішак · g2 біла тура · b1 чорний слон · c1 біла тура · e1 білий кінь | g8 білий слон · a7 білий король · d7 чорний пішак · e7 білий слон · f7 білий пішак · g7 білий пішак · d6 білий пішак · f5 білий пішак · g4 білий пішак · h4 білий пішак · a3 чорний пішак · c3 чорний пішак · h3 чорний король · a2 чорний пішак · b2 білий пішак · c2 чорний пішак · g2 біла тура · b1 чорний слон · c1 біла тура · e1 білий кінь | g8 білий слон · a7 білий король · d7 чорний пішак · e7 білий слон · f7 білий пішак · g7 білий пішак · d6 білий пішак · f5 білий пішак · g4 білий пішак · h4 білий пішак · a3 чорний пішак · c3 чорний пішак · h3 чорний король · a2 чорний пішак · b2 білий пішак · c2 чорний пішак · g2 біла тура · b1 чорний слон · c1 біла тура · e1 білий кінь | g8 білий слон · a7 білий король · d7 чорний пішак · e7 білий слон · f7 білий пішак · g7 білий пішак · d6 білий пішак · f5 білий пішак · g4 білий пішак · h4 білий пішак · a3 чорний пішак · c3 чорний пішак · h3 чорний король · a2 чорний пішак · b2 білий пішак · c2 чорний пішак · g2 біла тура · b1 чорний слон · c1 біла тура · e1 білий кінь | g8 білий слон · a7 білий король · d7 чорний пішак · e7 білий слон · f7 білий пішак · g7 білий пішак · d6 білий пішак · f5 білий пішак · g4 білий пішак · h4 білий пішак · a3 чорний пішак · c3 чорний пішак · h3 чорний король · a2 чорний пішак · b2 білий пішак · c2 чорний пішак · g2 біла тура · b1 чорний слон · c1 біла тура · e1 білий кінь | g8 білий слон · a7 білий король · d7 чорний пішак · e7 білий слон · f7 білий пішак · g7 білий пішак · d6 білий пішак · f5 білий пішак · g4 білий пішак · h4 білий пішак · a3 чорний пішак · c3 чорний пішак · h3 чорний король · a2 чорний пішак · b2 білий пішак · c2 чорний пішак · g2 біла тура · b1 чорний слон · c1 біла тура · e1 білий кінь | g8 білий слон · a7 білий король · d7 чорний пішак · e7 білий слон · f7 білий пішак · g7 білий пішак · d6 білий пішак · f5 білий пішак · g4 білий пішак · h4 білий пішак · a3 чорний пішак · c3 чорний пішак · h3 чорний король · a2 чорний пішак · b2 білий пішак · c2 чорний пішак · g2 біла тура · b1 чорний слон · c1 біла тура · e1 білий кінь | 6 |
| 5 | g8 білий слон · a7 білий король · d7 чорний пішак · e7 білий слон · f7 білий пішак · g7 білий пішак · d6 білий пішак · f5 білий пішак · g4 білий пішак · h4 білий пішак · a3 чорний пішак · c3 чорний пішак · h3 чорний король · a2 чорний пішак · b2 білий пішак · c2 чорний пішак · g2 біла тура · b1 чорний слон · c1 біла тура · e1 білий кінь | g8 білий слон · a7 білий король · d7 чорний пішак · e7 білий слон · f7 білий пішак · g7 білий пішак · d6 білий пішак · f5 білий пішак · g4 білий пішак · h4 білий пішак · a3 чорний пішак · c3 чорний пішак · h3 чорний король · a2 чорний пішак · b2 білий пішак · c2 чорний пішак · g2 біла тура · b1 чорний слон · c1 біла тура · e1 білий кінь | g8 білий слон · a7 білий король · d7 чорний пішак · e7 білий слон · f7 білий пішак · g7 білий пішак · d6 білий пішак · f5 білий пішак · g4 білий пішак · h4 білий пішак · a3 чорний пішак · c3 чорний пішак · h3 чорний король · a2 чорний пішак · b2 білий пішак · c2 чорний пішак · g2 біла тура · b1 чорний слон · c1 біла тура · e1 білий кінь | g8 білий слон · a7 білий король · d7 чорний пішак · e7 білий слон · f7 білий пішак · g7 білий пішак · d6 білий пішак · f5 білий пішак · g4 білий пішак · h4 білий пішак · a3 чорний пішак · c3 чорний пішак · h3 чорний король · a2 чорний пішак · b2 білий пішак · c2 чорний пішак · g2 біла тура · b1 чорний слон · c1 біла тура · e1 білий кінь | g8 білий слон · a7 білий король · d7 чорний пішак · e7 білий слон · f7 білий пішак · g7 білий пішак · d6 білий пішак · f5 білий пішак · g4 білий пішак · h4 білий пішак · a3 чорний пішак · c3 чорний пішак · h3 чорний король · a2 чорний пішак · b2 білий пішак · c2 чорний пішак · g2 біла тура · b1 чорний слон · c1 біла тура · e1 білий кінь | g8 білий слон · a7 білий король · d7 чорний пішак · e7 білий слон · f7 білий пішак · g7 білий пішак · d6 білий пішак · f5 білий пішак · g4 білий пішак · h4 білий пішак · a3 чорний пішак · c3 чорний пішак · h3 чорний король · a2 чорний пішак · b2 білий пішак · c2 чорний пішак · g2 біла тура · b1 чорний слон · c1 біла тура · e1 білий кінь | g8 білий слон · a7 білий король · d7 чорний пішак · e7 білий слон · f7 білий пішак · g7 білий пішак · d6 білий пішак · f5 білий пішак · g4 білий пішак · h4 білий пішак · a3 чорний пішак · c3 чорний пішак · h3 чорний король · a2 чорний пішак · b2 білий пішак · c2 чорний пішак · g2 біла тура · b1 чорний слон · c1 біла тура · e1 білий кінь | g8 білий слон · a7 білий король · d7 чорний пішак · e7 білий слон · f7 білий пішак · g7 білий пішак · d6 білий пішак · f5 білий пішак · g4 білий пішак · h4 білий пішак · a3 чорний пішак · c3 чорний пішак · h3 чорний король · a2 чорний пішак · b2 білий пішак · c2 чорний пішак · g2 біла тура · b1 чорний слон · c1 біла тура · e1 білий кінь | 5 |
| 4 | g8 білий слон · a7 білий король · d7 чорний пішак · e7 білий слон · f7 білий пішак · g7 білий пішак · d6 білий пішак · f5 білий пішак · g4 білий пішак · h4 білий пішак · a3 чорний пішак · c3 чорний пішак · h3 чорний король · a2 чорний пішак · b2 білий пішак · c2 чорний пішак · g2 біла тура · b1 чорний слон · c1 біла тура · e1 білий кінь | g8 білий слон · a7 білий король · d7 чорний пішак · e7 білий слон · f7 білий пішак · g7 білий пішак · d6 білий пішак · f5 білий пішак · g4 білий пішак · h4 білий пішак · a3 чорний пішак · c3 чорний пішак · h3 чорний король · a2 чорний пішак · b2 білий пішак · c2 чорний пішак · g2 біла тура · b1 чорний слон · c1 біла тура · e1 білий кінь | g8 білий слон · a7 білий король · d7 чорний пішак · e7 білий слон · f7 білий пішак · g7 білий пішак · d6 білий пішак · f5 білий пішак · g4 білий пішак · h4 білий пішак · a3 чорний пішак · c3 чорний пішак · h3 чорний король · a2 чорний пішак · b2 білий пішак · c2 чорний пішак · g2 біла тура · b1 чорний слон · c1 біла тура · e1 білий кінь | g8 білий слон · a7 білий король · d7 чорний пішак · e7 білий слон · f7 білий пішак · g7 білий пішак · d6 білий пішак · f5 білий пішак · g4 білий пішак · h4 білий пішак · a3 чорний пішак · c3 чорний пішак · h3 чорний король · a2 чорний пішак · b2 білий пішак · c2 чорний пішак · g2 біла тура · b1 чорний слон · c1 біла тура · e1 білий кінь | g8 білий слон · a7 білий король · d7 чорний пішак · e7 білий слон · f7 білий пішак · g7 білий пішак · d6 білий пішак · f5 білий пішак · g4 білий пішак · h4 білий пішак · a3 чорний пішак · c3 чорний пішак · h3 чорний король · a2 чорний пішак · b2 білий пішак · c2 чорний пішак · g2 біла тура · b1 чорний слон · c1 біла тура · e1 білий кінь | g8 білий слон · a7 білий король · d7 чорний пішак · e7 білий слон · f7 білий пішак · g7 білий пішак · d6 білий пішак · f5 білий пішак · g4 білий пішак · h4 білий пішак · a3 чорний пішак · c3 чорний пішак · h3 чорний король · a2 чорний пішак · b2 білий пішак · c2 чорний пішак · g2 біла тура · b1 чорний слон · c1 біла тура · e1 білий кінь | g8 білий слон · a7 білий король · d7 чорний пішак · e7 білий слон · f7 білий пішак · g7 білий пішак · d6 білий пішак · f5 білий пішак · g4 білий пішак · h4 білий пішак · a3 чорний пішак · c3 чорний пішак · h3 чорний король · a2 чорний пішак · b2 білий пішак · c2 чорний пішак · g2 біла тура · b1 чорний слон · c1 біла тура · e1 білий кінь | g8 білий слон · a7 білий король · d7 чорний пішак · e7 білий слон · f7 білий пішак · g7 білий пішак · d6 білий пішак · f5 білий пішак · g4 білий пішак · h4 білий пішак · a3 чорний пішак · c3 чорний пішак · h3 чорний король · a2 чорний пішак · b2 білий пішак · c2 чорний пішак · g2 біла тура · b1 чорний слон · c1 біла тура · e1 білий кінь | 4 |
| 3 | g8 білий слон · a7 білий король · d7 чорний пішак · e7 білий слон · f7 білий пішак · g7 білий пішак · d6 білий пішак · f5 білий пішак · g4 білий пішак · h4 білий пішак · a3 чорний пішак · c3 чорний пішак · h3 чорний король · a2 чорний пішак · b2 білий пішак · c2 чорний пішак · g2 біла тура · b1 чорний слон · c1 біла тура · e1 білий кінь | g8 білий слон · a7 білий король · d7 чорний пішак · e7 білий слон · f7 білий пішак · g7 білий пішак · d6 білий пішак · f5 білий пішак · g4 білий пішак · h4 білий пішак · a3 чорний пішак · c3 чорний пішак · h3 чорний король · a2 чорний пішак · b2 білий пішак · c2 чорний пішак · g2 біла тура · b1 чорний слон · c1 біла тура · e1 білий кінь | g8 білий слон · a7 білий король · d7 чорний пішак · e7 білий слон · f7 білий пішак · g7 білий пішак · d6 білий пішак · f5 білий пішак · g4 білий пішак · h4 білий пішак · a3 чорний пішак · c3 чорний пішак · h3 чорний король · a2 чорний пішак · b2 білий пішак · c2 чорний пішак · g2 біла тура · b1 чорний слон · c1 біла тура · e1 білий кінь | g8 білий слон · a7 білий король · d7 чорний пішак · e7 білий слон · f7 білий пішак · g7 білий пішак · d6 білий пішак · f5 білий пішак · g4 білий пішак · h4 білий пішак · a3 чорний пішак · c3 чорний пішак · h3 чорний король · a2 чорний пішак · b2 білий пішак · c2 чорний пішак · g2 біла тура · b1 чорний слон · c1 біла тура · e1 білий кінь | g8 білий слон · a7 білий король · d7 чорний пішак · e7 білий слон · f7 білий пішак · g7 білий пішак · d6 білий пішак · f5 білий пішак · g4 білий пішак · h4 білий пішак · a3 чорний пішак · c3 чорний пішак · h3 чорний король · a2 чорний пішак · b2 білий пішак · c2 чорний пішак · g2 біла тура · b1 чорний слон · c1 біла тура · e1 білий кінь | g8 білий слон · a7 білий король · d7 чорний пішак · e7 білий слон · f7 білий пішак · g7 білий пішак · d6 білий пішак · f5 білий пішак · g4 білий пішак · h4 білий пішак · a3 чорний пішак · c3 чорний пішак · h3 чорний король · a2 чорний пішак · b2 білий пішак · c2 чорний пішак · g2 біла тура · b1 чорний слон · c1 біла тура · e1 білий кінь | g8 білий слон · a7 білий король · d7 чорний пішак · e7 білий слон · f7 білий пішак · g7 білий пішак · d6 білий пішак · f5 білий пішак · g4 білий пішак · h4 білий пішак · a3 чорний пішак · c3 чорний пішак · h3 чорний король · a2 чорний пішак · b2 білий пішак · c2 чорний пішак · g2 біла тура · b1 чорний слон · c1 біла тура · e1 білий кінь | g8 білий слон · a7 білий король · d7 чорний пішак · e7 білий слон · f7 білий пішак · g7 білий пішак · d6 білий пішак · f5 білий пішак · g4 білий пішак · h4 білий пішак · a3 чорний пішак · c3 чорний пішак · h3 чорний король · a2 чорний пішак · b2 білий пішак · c2 чорний пішак · g2 біла тура · b1 чорний слон · c1 біла тура · e1 білий кінь | 3 |
| 2 | g8 білий слон · a7 білий король · d7 чорний пішак · e7 білий слон · f7 білий пішак · g7 білий пішак · d6 білий пішак · f5 білий пішак · g4 білий пішак · h4 білий пішак · a3 чорний пішак · c3 чорний пішак · h3 чорний король · a2 чорний пішак · b2 білий пішак · c2 чорний пішак · g2 біла тура · b1 чорний слон · c1 біла тура · e1 білий кінь | g8 білий слон · a7 білий король · d7 чорний пішак · e7 білий слон · f7 білий пішак · g7 білий пішак · d6 білий пішак · f5 білий пішак · g4 білий пішак · h4 білий пішак · a3 чорний пішак · c3 чорний пішак · h3 чорний король · a2 чорний пішак · b2 білий пішак · c2 чорний пішак · g2 біла тура · b1 чорний слон · c1 біла тура · e1 білий кінь | g8 білий слон · a7 білий король · d7 чорний пішак · e7 білий слон · f7 білий пішак · g7 білий пішак · d6 білий пішак · f5 білий пішак · g4 білий пішак · h4 білий пішак · a3 чорний пішак · c3 чорний пішак · h3 чорний король · a2 чорний пішак · b2 білий пішак · c2 чорний пішак · g2 біла тура · b1 чорний слон · c1 біла тура · e1 білий кінь | g8 білий слон · a7 білий король · d7 чорний пішак · e7 білий слон · f7 білий пішак · g7 білий пішак · d6 білий пішак · f5 білий пішак · g4 білий пішак · h4 білий пішак · a3 чорний пішак · c3 чорний пішак · h3 чорний король · a2 чорний пішак · b2 білий пішак · c2 чорний пішак · g2 біла тура · b1 чорний слон · c1 біла тура · e1 білий кінь | g8 білий слон · a7 білий король · d7 чорний пішак · e7 білий слон · f7 білий пішак · g7 білий пішак · d6 білий пішак · f5 білий пішак · g4 білий пішак · h4 білий пішак · a3 чорний пішак · c3 чорний пішак · h3 чорний король · a2 чорний пішак · b2 білий пішак · c2 чорний пішак · g2 біла тура · b1 чорний слон · c1 біла тура · e1 білий кінь | g8 білий слон · a7 білий король · d7 чорний пішак · e7 білий слон · f7 білий пішак · g7 білий пішак · d6 білий пішак · f5 білий пішак · g4 білий пішак · h4 білий пішак · a3 чорний пішак · c3 чорний пішак · h3 чорний король · a2 чорний пішак · b2 білий пішак · c2 чорний пішак · g2 біла тура · b1 чорний слон · c1 біла тура · e1 білий кінь | g8 білий слон · a7 білий король · d7 чорний пішак · e7 білий слон · f7 білий пішак · g7 білий пішак · d6 білий пішак · f5 білий пішак · g4 білий пішак · h4 білий пішак · a3 чорний пішак · c3 чорний пішак · h3 чорний король · a2 чорний пішак · b2 білий пішак · c2 чорний пішак · g2 біла тура · b1 чорний слон · c1 біла тура · e1 білий кінь | g8 білий слон · a7 білий король · d7 чорний пішак · e7 білий слон · f7 білий пішак · g7 білий пішак · d6 білий пішак · f5 білий пішак · g4 білий пішак · h4 білий пішак · a3 чорний пішак · c3 чорний пішак · h3 чорний король · a2 чорний пішак · b2 білий пішак · c2 чорний пішак · g2 біла тура · b1 чорний слон · c1 біла тура · e1 білий кінь | 2 |
| 1 | g8 білий слон · a7 білий король · d7 чорний пішак · e7 білий слон · f7 білий пішак · g7 білий пішак · d6 білий пішак · f5 білий пішак · g4 білий пішак · h4 білий пішак · a3 чорний пішак · c3 чорний пішак · h3 чорний король · a2 чорний пішак · b2 білий пішак · c2 чорний пішак · g2 біла тура · b1 чорний слон · c1 біла тура · e1 білий кінь | g8 білий слон · a7 білий король · d7 чорний пішак · e7 білий слон · f7 білий пішак · g7 білий пішак · d6 білий пішак · f5 білий пішак · g4 білий пішак · h4 білий пішак · a3 чорний пішак · c3 чорний пішак · h3 чорний король · a2 чорний пішак · b2 білий пішак · c2 чорний пішак · g2 біла тура · b1 чорний слон · c1 біла тура · e1 білий кінь | g8 білий слон · a7 білий король · d7 чорний пішак · e7 білий слон · f7 білий пішак · g7 білий пішак · d6 білий пішак · f5 білий пішак · g4 білий пішак · h4 білий пішак · a3 чорний пішак · c3 чорний пішак · h3 чорний король · a2 чорний пішак · b2 білий пішак · c2 чорний пішак · g2 біла тура · b1 чорний слон · c1 біла тура · e1 білий кінь | g8 білий слон · a7 білий король · d7 чорний пішак · e7 білий слон · f7 білий пішак · g7 білий пішак · d6 білий пішак · f5 білий пішак · g4 білий пішак · h4 білий пішак · a3 чорний пішак · c3 чорний пішак · h3 чорний король · a2 чорний пішак · b2 білий пішак · c2 чорний пішак · g2 біла тура · b1 чорний слон · c1 біла тура · e1 білий кінь | g8 білий слон · a7 білий король · d7 чорний пішак · e7 білий слон · f7 білий пішак · g7 білий пішак · d6 білий пішак · f5 білий пішак · g4 білий пішак · h4 білий пішак · a3 чорний пішак · c3 чорний пішак · h3 чорний король · a2 чорний пішак · b2 білий пішак · c2 чорний пішак · g2 біла тура · b1 чорний слон · c1 біла тура · e1 білий кінь | g8 білий слон · a7 білий король · d7 чорний пішак · e7 білий слон · f7 білий пішак · g7 білий пішак · d6 білий пішак · f5 білий пішак · g4 білий пішак · h4 білий пішак · a3 чорний пішак · c3 чорний пішак · h3 чорний король · a2 чорний пішак · b2 білий пішак · c2 чорний пішак · g2 біла тура · b1 чорний слон · c1 біла тура · e1 білий кінь | g8 білий слон · a7 білий король · d7 чорний пішак · e7 білий слон · f7 білий пішак · g7 білий пішак · d6 білий пішак · f5 білий пішак · g4 білий пішак · h4 білий пішак · a3 чорний пішак · c3 чорний пішак · h3 чорний король · a2 чорний пішак · b2 білий пішак · c2 чорний пішак · g2 біла тура · b1 чорний слон · c1 біла тура · e1 білий кінь | g8 білий слон · a7 білий король · d7 чорний пішак · e7 білий слон · f7 білий пішак · g7 білий пішак · d6 білий пішак · f5 білий пішак · g4 білий пішак · h4 білий пішак · a3 чорний пішак · c3 чорний пішак · h3 чорний король · a2 чорний пішак · b2 білий пішак · c2 чорний пішак · g2 біла тура · b1 чорний слон · c1 біла тура · e1 білий кінь | 1 |
|   | a | b | c | d | e | f | g | h |   |

## Композиція Леоніда Яроша
|   | a | b | c | d | e | f | g | h |   |
| 8 | b8 чорний ферзь · h8 біла тура · a7 білий пішак · d7 білий кінь · f6 чорний пішак · c5 чорний пішак · f5 чорний пішак · c4 білий пішак · d4 чорний король · f4 чорний слон · h4 чорний кінь · g3 білий пішак · a2 білий пішак · b2 білий кінь · c2 чорний пішак · d2 білий пішак · h2 білий король · a1 білий слон · b1 білий ферзь · f1 біла тура · h1 білий слон | b8 чорний ферзь · h8 біла тура · a7 білий пішак · d7 білий кінь · f6 чорний пішак · c5 чорний пішак · f5 чорний пішак · c4 білий пішак · d4 чорний король · f4 чорний слон · h4 чорний кінь · g3 білий пішак · a2 білий пішак · b2 білий кінь · c2 чорний пішак · d2 білий пішак · h2 білий король · a1 білий слон · b1 білий ферзь · f1 біла тура · h1 білий слон | b8 чорний ферзь · h8 біла тура · a7 білий пішак · d7 білий кінь · f6 чорний пішак · c5 чорний пішак · f5 чорний пішак · c4 білий пішак · d4 чорний король · f4 чорний слон · h4 чорний кінь · g3 білий пішак · a2 білий пішак · b2 білий кінь · c2 чорний пішак · d2 білий пішак · h2 білий король · a1 білий слон · b1 білий ферзь · f1 біла тура · h1 білий слон | b8 чорний ферзь · h8 біла тура · a7 білий пішак · d7 білий кінь · f6 чорний пішак · c5 чорний пішак · f5 чорний пішак · c4 білий пішак · d4 чорний король · f4 чорний слон · h4 чорний кінь · g3 білий пішак · a2 білий пішак · b2 білий кінь · c2 чорний пішак · d2 білий пішак · h2 білий король · a1 білий слон · b1 білий ферзь · f1 біла тура · h1 білий слон | b8 чорний ферзь · h8 біла тура · a7 білий пішак · d7 білий кінь · f6 чорний пішак · c5 чорний пішак · f5 чорний пішак · c4 білий пішак · d4 чорний король · f4 чорний слон · h4 чорний кінь · g3 білий пішак · a2 білий пішак · b2 білий кінь · c2 чорний пішак · d2 білий пішак · h2 білий король · a1 білий слон · b1 білий ферзь · f1 біла тура · h1 білий слон | b8 чорний ферзь · h8 біла тура · a7 білий пішак · d7 білий кінь · f6 чорний пішак · c5 чорний пішак · f5 чорний пішак · c4 білий пішак · d4 чорний король · f4 чорний слон · h4 чорний кінь · g3 білий пішак · a2 білий пішак · b2 білий кінь · c2 чорний пішак · d2 білий пішак · h2 білий король · a1 білий слон · b1 білий ферзь · f1 біла тура · h1 білий слон | b8 чорний ферзь · h8 біла тура · a7 білий пішак · d7 білий кінь · f6 чорний пішак · c5 чорний пішак · f5 чорний пішак · c4 білий пішак · d4 чорний король · f4 чорний слон · h4 чорний кінь · g3 білий пішак · a2 білий пішак · b2 білий кінь · c2 чорний пішак · d2 білий пішак · h2 білий король · a1 білий слон · b1 білий ферзь · f1 біла тура · h1 білий слон | b8 чорний ферзь · h8 біла тура · a7 білий пішак · d7 білий кінь · f6 чорний пішак · c5 чорний пішак · f5 чорний пішак · c4 білий пішак · d4 чорний король · f4 чорний слон · h4 чорний кінь · g3 білий пішак · a2 білий пішак · b2 білий кінь · c2 чорний пішак · d2 білий пішак · h2 білий король · a1 білий слон · b1 білий ферзь · f1 біла тура · h1 білий слон | 8 |
| 7 | b8 чорний ферзь · h8 біла тура · a7 білий пішак · d7 білий кінь · f6 чорний пішак · c5 чорний пішак · f5 чорний пішак · c4 білий пішак · d4 чорний король · f4 чорний слон · h4 чорний кінь · g3 білий пішак · a2 білий пішак · b2 білий кінь · c2 чорний пішак · d2 білий пішак · h2 білий король · a1 білий слон · b1 білий ферзь · f1 біла тура · h1 білий слон | b8 чорний ферзь · h8 біла тура · a7 білий пішак · d7 білий кінь · f6 чорний пішак · c5 чорний пішак · f5 чорний пішак · c4 білий пішак · d4 чорний король · f4 чорний слон · h4 чорний кінь · g3 білий пішак · a2 білий пішак · b2 білий кінь · c2 чорний пішак · d2 білий пішак · h2 білий король · a1 білий слон · b1 білий ферзь · f1 біла тура · h1 білий слон | b8 чорний ферзь · h8 біла тура · a7 білий пішак · d7 білий кінь · f6 чорний пішак · c5 чорний пішак · f5 чорний пішак · c4 білий пішак · d4 чорний король · f4 чорний слон · h4 чорний кінь · g3 білий пішак · a2 білий пішак · b2 білий кінь · c2 чорний пішак · d2 білий пішак · h2 білий король · a1 білий слон · b1 білий ферзь · f1 біла тура · h1 білий слон | b8 чорний ферзь · h8 біла тура · a7 білий пішак · d7 білий кінь · f6 чорний пішак · c5 чорний пішак · f5 чорний пішак · c4 білий пішак · d4 чорний король · f4 чорний слон · h4 чорний кінь · g3 білий пішак · a2 білий пішак · b2 білий кінь · c2 чорний пішак · d2 білий пішак · h2 білий король · a1 білий слон · b1 білий ферзь · f1 біла тура · h1 білий слон | b8 чорний ферзь · h8 біла тура · a7 білий пішак · d7 білий кінь · f6 чорний пішак · c5 чорний пішак · f5 чорний пішак · c4 білий пішак · d4 чорний король · f4 чорний слон · h4 чорний кінь · g3 білий пішак · a2 білий пішак · b2 білий кінь · c2 чорний пішак · d2 білий пішак · h2 білий король · a1 білий слон · b1 білий ферзь · f1 біла тура · h1 білий слон | b8 чорний ферзь · h8 біла тура · a7 білий пішак · d7 білий кінь · f6 чорний пішак · c5 чорний пішак · f5 чорний пішак · c4 білий пішак · d4 чорний король · f4 чорний слон · h4 чорний кінь · g3 білий пішак · a2 білий пішак · b2 білий кінь · c2 чорний пішак · d2 білий пішак · h2 білий король · a1 білий слон · b1 білий ферзь · f1 біла тура · h1 білий слон | b8 чорний ферзь · h8 біла тура · a7 білий пішак · d7 білий кінь · f6 чорний пішак · c5 чорний пішак · f5 чорний пішак · c4 білий пішак · d4 чорний король · f4 чорний слон · h4 чорний кінь · g3 білий пішак · a2 білий пішак · b2 білий кінь · c2 чорний пішак · d2 білий пішак · h2 білий король · a1 білий слон · b1 білий ферзь · f1 біла тура · h1 білий слон | b8 чорний ферзь · h8 біла тура · a7 білий пішак · d7 білий кінь · f6 чорний пішак · c5 чорний пішак · f5 чорний пішак · c4 білий пішак · d4 чорний король · f4 чорний слон · h4 чорний кінь · g3 білий пішак · a2 білий пішак · b2 білий кінь · c2 чорний пішак · d2 білий пішак · h2 білий король · a1 білий слон · b1 білий ферзь · f1 біла тура · h1 білий слон | 7 |
| 6 | b8 чорний ферзь · h8 біла тура · a7 білий пішак · d7 білий кінь · f6 чорний пішак · c5 чорний пішак · f5 чорний пішак · c4 білий пішак · d4 чорний король · f4 чорний слон · h4 чорний кінь · g3 білий пішак · a2 білий пішак · b2 білий кінь · c2 чорний пішак · d2 білий пішак · h2 білий король · a1 білий слон · b1 білий ферзь · f1 біла тура · h1 білий слон | b8 чорний ферзь · h8 біла тура · a7 білий пішак · d7 білий кінь · f6 чорний пішак · c5 чорний пішак · f5 чорний пішак · c4 білий пішак · d4 чорний король · f4 чорний слон · h4 чорний кінь · g3 білий пішак · a2 білий пішак · b2 білий кінь · c2 чорний пішак · d2 білий пішак · h2 білий король · a1 білий слон · b1 білий ферзь · f1 біла тура · h1 білий слон | b8 чорний ферзь · h8 біла тура · a7 білий пішак · d7 білий кінь · f6 чорний пішак · c5 чорний пішак · f5 чорний пішак · c4 білий пішак · d4 чорний король · f4 чорний слон · h4 чорний кінь · g3 білий пішак · a2 білий пішак · b2 білий кінь · c2 чорний пішак · d2 білий пішак · h2 білий король · a1 білий слон · b1 білий ферзь · f1 біла тура · h1 білий слон | b8 чорний ферзь · h8 біла тура · a7 білий пішак · d7 білий кінь · f6 чорний пішак · c5 чорний пішак · f5 чорний пішак · c4 білий пішак · d4 чорний король · f4 чорний слон · h4 чорний кінь · g3 білий пішак · a2 білий пішак · b2 білий кінь · c2 чорний пішак · d2 білий пішак · h2 білий король · a1 білий слон · b1 білий ферзь · f1 біла тура · h1 білий слон | b8 чорний ферзь · h8 біла тура · a7 білий пішак · d7 білий кінь · f6 чорний пішак · c5 чорний пішак · f5 чорний пішак · c4 білий пішак · d4 чорний король · f4 чорний слон · h4 чорний кінь · g3 білий пішак · a2 білий пішак · b2 білий кінь · c2 чорний пішак · d2 білий пішак · h2 білий король · a1 білий слон · b1 білий ферзь · f1 біла тура · h1 білий слон | b8 чорний ферзь · h8 біла тура · a7 білий пішак · d7 білий кінь · f6 чорний пішак · c5 чорний пішак · f5 чорний пішак · c4 білий пішак · d4 чорний король · f4 чорний слон · h4 чорний кінь · g3 білий пішак · a2 білий пішак · b2 білий кінь · c2 чорний пішак · d2 білий пішак · h2 білий король · a1 білий слон · b1 білий ферзь · f1 біла тура · h1 білий слон | b8 чорний ферзь · h8 біла тура · a7 білий пішак · d7 білий кінь · f6 чорний пішак · c5 чорний пішак · f5 чорний пішак · c4 білий пішак · d4 чорний король · f4 чорний слон · h4 чорний кінь · g3 білий пішак · a2 білий пішак · b2 білий кінь · c2 чорний пішак · d2 білий пішак · h2 білий король · a1 білий слон · b1 білий ферзь · f1 біла тура · h1 білий слон | b8 чорний ферзь · h8 біла тура · a7 білий пішак · d7 білий кінь · f6 чорний пішак · c5 чорний пішак · f5 чорний пішак · c4 білий пішак · d4 чорний король · f4 чорний слон · h4 чорний кінь · g3 білий пішак · a2 білий пішак · b2 білий кінь · c2 чорний пішак · d2 білий пішак · h2 білий король · a1 білий слон · b1 білий ферзь · f1 біла тура · h1 білий слон | 6 |
| 5 | b8 чорний ферзь · h8 біла тура · a7 білий пішак · d7 білий кінь · f6 чорний пішак · c5 чорний пішак · f5 чорний пішак · c4 білий пішак · d4 чорний король · f4 чорний слон · h4 чорний кінь · g3 білий пішак · a2 білий пішак · b2 білий кінь · c2 чорний пішак · d2 білий пішак · h2 білий король · a1 білий слон · b1 білий ферзь · f1 біла тура · h1 білий слон | b8 чорний ферзь · h8 біла тура · a7 білий пішак · d7 білий кінь · f6 чорний пішак · c5 чорний пішак · f5 чорний пішак · c4 білий пішак · d4 чорний король · f4 чорний слон · h4 чорний кінь · g3 білий пішак · a2 білий пішак · b2 білий кінь · c2 чорний пішак · d2 білий пішак · h2 білий король · a1 білий слон · b1 білий ферзь · f1 біла тура · h1 білий слон | b8 чорний ферзь · h8 біла тура · a7 білий пішак · d7 білий кінь · f6 чорний пішак · c5 чорний пішак · f5 чорний пішак · c4 білий пішак · d4 чорний король · f4 чорний слон · h4 чорний кінь · g3 білий пішак · a2 білий пішак · b2 білий кінь · c2 чорний пішак · d2 білий пішак · h2 білий король · a1 білий слон · b1 білий ферзь · f1 біла тура · h1 білий слон | b8 чорний ферзь · h8 біла тура · a7 білий пішак · d7 білий кінь · f6 чорний пішак · c5 чорний пішак · f5 чорний пішак · c4 білий пішак · d4 чорний король · f4 чорний слон · h4 чорний кінь · g3 білий пішак · a2 білий пішак · b2 білий кінь · c2 чорний пішак · d2 білий пішак · h2 білий король · a1 білий слон · b1 білий ферзь · f1 біла тура · h1 білий слон | b8 чорний ферзь · h8 біла тура · a7 білий пішак · d7 білий кінь · f6 чорний пішак · c5 чорний пішак · f5 чорний пішак · c4 білий пішак · d4 чорний король · f4 чорний слон · h4 чорний кінь · g3 білий пішак · a2 білий пішак · b2 білий кінь · c2 чорний пішак · d2 білий пішак · h2 білий король · a1 білий слон · b1 білий ферзь · f1 біла тура · h1 білий слон | b8 чорний ферзь · h8 біла тура · a7 білий пішак · d7 білий кінь · f6 чорний пішак · c5 чорний пішак · f5 чорний пішак · c4 білий пішак · d4 чорний король · f4 чорний слон · h4 чорний кінь · g3 білий пішак · a2 білий пішак · b2 білий кінь · c2 чорний пішак · d2 білий пішак · h2 білий король · a1 білий слон · b1 білий ферзь · f1 біла тура · h1 білий слон | b8 чорний ферзь · h8 біла тура · a7 білий пішак · d7 білий кінь · f6 чорний пішак · c5 чорний пішак · f5 чорний пішак · c4 білий пішак · d4 чорний король · f4 чорний слон · h4 чорний кінь · g3 білий пішак · a2 білий пішак · b2 білий кінь · c2 чорний пішак · d2 білий пішак · h2 білий король · a1 білий слон · b1 білий ферзь · f1 біла тура · h1 білий слон | b8 чорний ферзь · h8 біла тура · a7 білий пішак · d7 білий кінь · f6 чорний пішак · c5 чорний пішак · f5 чорний пішак · c4 білий пішак · d4 чорний король · f4 чорний слон · h4 чорний кінь · g3 білий пішак · a2 білий пішак · b2 білий кінь · c2 чорний пішак · d2 білий пішак · h2 білий король · a1 білий слон · b1 білий ферзь · f1 біла тура · h1 білий слон | 5 |
| 4 | b8 чорний ферзь · h8 біла тура · a7 білий пішак · d7 білий кінь · f6 чорний пішак · c5 чорний пішак · f5 чорний пішак · c4 білий пішак · d4 чорний король · f4 чорний слон · h4 чорний кінь · g3 білий пішак · a2 білий пішак · b2 білий кінь · c2 чорний пішак · d2 білий пішак · h2 білий король · a1 білий слон · b1 білий ферзь · f1 біла тура · h1 білий слон | b8 чорний ферзь · h8 біла тура · a7 білий пішак · d7 білий кінь · f6 чорний пішак · c5 чорний пішак · f5 чорний пішак · c4 білий пішак · d4 чорний король · f4 чорний слон · h4 чорний кінь · g3 білий пішак · a2 білий пішак · b2 білий кінь · c2 чорний пішак · d2 білий пішак · h2 білий король · a1 білий слон · b1 білий ферзь · f1 біла тура · h1 білий слон | b8 чорний ферзь · h8 біла тура · a7 білий пішак · d7 білий кінь · f6 чорний пішак · c5 чорний пішак · f5 чорний пішак · c4 білий пішак · d4 чорний король · f4 чорний слон · h4 чорний кінь · g3 білий пішак · a2 білий пішак · b2 білий кінь · c2 чорний пішак · d2 білий пішак · h2 білий король · a1 білий слон · b1 білий ферзь · f1 біла тура · h1 білий слон | b8 чорний ферзь · h8 біла тура · a7 білий пішак · d7 білий кінь · f6 чорний пішак · c5 чорний пішак · f5 чорний пішак · c4 білий пішак · d4 чорний король · f4 чорний слон · h4 чорний кінь · g3 білий пішак · a2 білий пішак · b2 білий кінь · c2 чорний пішак · d2 білий пішак · h2 білий король · a1 білий слон · b1 білий ферзь · f1 біла тура · h1 білий слон | b8 чорний ферзь · h8 біла тура · a7 білий пішак · d7 білий кінь · f6 чорний пішак · c5 чорний пішак · f5 чорний пішак · c4 білий пішак · d4 чорний король · f4 чорний слон · h4 чорний кінь · g3 білий пішак · a2 білий пішак · b2 білий кінь · c2 чорний пішак · d2 білий пішак · h2 білий король · a1 білий слон · b1 білий ферзь · f1 біла тура · h1 білий слон | b8 чорний ферзь · h8 біла тура · a7 білий пішак · d7 білий кінь · f6 чорний пішак · c5 чорний пішак · f5 чорний пішак · c4 білий пішак · d4 чорний король · f4 чорний слон · h4 чорний кінь · g3 білий пішак · a2 білий пішак · b2 білий кінь · c2 чорний пішак · d2 білий пішак · h2 білий король · a1 білий слон · b1 білий ферзь · f1 біла тура · h1 білий слон | b8 чорний ферзь · h8 біла тура · a7 білий пішак · d7 білий кінь · f6 чорний пішак · c5 чорний пішак · f5 чорний пішак · c4 білий пішак · d4 чорний король · f4 чорний слон · h4 чорний кінь · g3 білий пішак · a2 білий пішак · b2 білий кінь · c2 чорний пішак · d2 білий пішак · h2 білий король · a1 білий слон · b1 білий ферзь · f1 біла тура · h1 білий слон | b8 чорний ферзь · h8 біла тура · a7 білий пішак · d7 білий кінь · f6 чорний пішак · c5 чорний пішак · f5 чорний пішак · c4 білий пішак · d4 чорний король · f4 чорний слон · h4 чорний кінь · g3 білий пішак · a2 білий пішак · b2 білий кінь · c2 чорний пішак · d2 білий пішак · h2 білий король · a1 білий слон · b1 білий ферзь · f1 біла тура · h1 білий слон | 4 |
| 3 | b8 чорний ферзь · h8 біла тура · a7 білий пішак · d7 білий кінь · f6 чорний пішак · c5 чорний пішак · f5 чорний пішак · c4 білий пішак · d4 чорний король · f4 чорний слон · h4 чорний кінь · g3 білий пішак · a2 білий пішак · b2 білий кінь · c2 чорний пішак · d2 білий пішак · h2 білий король · a1 білий слон · b1 білий ферзь · f1 біла тура · h1 білий слон | b8 чорний ферзь · h8 біла тура · a7 білий пішак · d7 білий кінь · f6 чорний пішак · c5 чорний пішак · f5 чорний пішак · c4 білий пішак · d4 чорний король · f4 чорний слон · h4 чорний кінь · g3 білий пішак · a2 білий пішак · b2 білий кінь · c2 чорний пішак · d2 білий пішак · h2 білий король · a1 білий слон · b1 білий ферзь · f1 біла тура · h1 білий слон | b8 чорний ферзь · h8 біла тура · a7 білий пішак · d7 білий кінь · f6 чорний пішак · c5 чорний пішак · f5 чорний пішак · c4 білий пішак · d4 чорний король · f4 чорний слон · h4 чорний кінь · g3 білий пішак · a2 білий пішак · b2 білий кінь · c2 чорний пішак · d2 білий пішак · h2 білий король · a1 білий слон · b1 білий ферзь · f1 біла тура · h1 білий слон | b8 чорний ферзь · h8 біла тура · a7 білий пішак · d7 білий кінь · f6 чорний пішак · c5 чорний пішак · f5 чорний пішак · c4 білий пішак · d4 чорний король · f4 чорний слон · h4 чорний кінь · g3 білий пішак · a2 білий пішак · b2 білий кінь · c2 чорний пішак · d2 білий пішак · h2 білий король · a1 білий слон · b1 білий ферзь · f1 біла тура · h1 білий слон | b8 чорний ферзь · h8 біла тура · a7 білий пішак · d7 білий кінь · f6 чорний пішак · c5 чорний пішак · f5 чорний пішак · c4 білий пішак · d4 чорний король · f4 чорний слон · h4 чорний кінь · g3 білий пішак · a2 білий пішак · b2 білий кінь · c2 чорний пішак · d2 білий пішак · h2 білий король · a1 білий слон · b1 білий ферзь · f1 біла тура · h1 білий слон | b8 чорний ферзь · h8 біла тура · a7 білий пішак · d7 білий кінь · f6 чорний пішак · c5 чорний пішак · f5 чорний пішак · c4 білий пішак · d4 чорний король · f4 чорний слон · h4 чорний кінь · g3 білий пішак · a2 білий пішак · b2 білий кінь · c2 чорний пішак · d2 білий пішак · h2 білий король · a1 білий слон · b1 білий ферзь · f1 біла тура · h1 білий слон | b8 чорний ферзь · h8 біла тура · a7 білий пішак · d7 білий кінь · f6 чорний пішак · c5 чорний пішак · f5 чорний пішак · c4 білий пішак · d4 чорний король · f4 чорний слон · h4 чорний кінь · g3 білий пішак · a2 білий пішак · b2 білий кінь · c2 чорний пішак · d2 білий пішак · h2 білий король · a1 білий слон · b1 білий ферзь · f1 біла тура · h1 білий слон | b8 чорний ферзь · h8 біла тура · a7 білий пішак · d7 білий кінь · f6 чорний пішак · c5 чорний пішак · f5 чорний пішак · c4 білий пішак · d4 чорний король · f4 чорний слон · h4 чорний кінь · g3 білий пішак · a2 білий пішак · b2 білий кінь · c2 чорний пішак · d2 білий пішак · h2 білий король · a1 білий слон · b1 білий ферзь · f1 біла тура · h1 білий слон | 3 |
| 2 | b8 чорний ферзь · h8 біла тура · a7 білий пішак · d7 білий кінь · f6 чорний пішак · c5 чорний пішак · f5 чорний пішак · c4 білий пішак · d4 чорний король · f4 чорний слон · h4 чорний кінь · g3 білий пішак · a2 білий пішак · b2 білий кінь · c2 чорний пішак · d2 білий пішак · h2 білий король · a1 білий слон · b1 білий ферзь · f1 біла тура · h1 білий слон | b8 чорний ферзь · h8 біла тура · a7 білий пішак · d7 білий кінь · f6 чорний пішак · c5 чорний пішак · f5 чорний пішак · c4 білий пішак · d4 чорний король · f4 чорний слон · h4 чорний кінь · g3 білий пішак · a2 білий пішак · b2 білий кінь · c2 чорний пішак · d2 білий пішак · h2 білий король · a1 білий слон · b1 білий ферзь · f1 біла тура · h1 білий слон | b8 чорний ферзь · h8 біла тура · a7 білий пішак · d7 білий кінь · f6 чорний пішак · c5 чорний пішак · f5 чорний пішак · c4 білий пішак · d4 чорний король · f4 чорний слон · h4 чорний кінь · g3 білий пішак · a2 білий пішак · b2 білий кінь · c2 чорний пішак · d2 білий пішак · h2 білий король · a1 білий слон · b1 білий ферзь · f1 біла тура · h1 білий слон | b8 чорний ферзь · h8 біла тура · a7 білий пішак · d7 білий кінь · f6 чорний пішак · c5 чорний пішак · f5 чорний пішак · c4 білий пішак · d4 чорний король · f4 чорний слон · h4 чорний кінь · g3 білий пішак · a2 білий пішак · b2 білий кінь · c2 чорний пішак · d2 білий пішак · h2 білий король · a1 білий слон · b1 білий ферзь · f1 біла тура · h1 білий слон | b8 чорний ферзь · h8 біла тура · a7 білий пішак · d7 білий кінь · f6 чорний пішак · c5 чорний пішак · f5 чорний пішак · c4 білий пішак · d4 чорний король · f4 чорний слон · h4 чорний кінь · g3 білий пішак · a2 білий пішак · b2 білий кінь · c2 чорний пішак · d2 білий пішак · h2 білий король · a1 білий слон · b1 білий ферзь · f1 біла тура · h1 білий слон | b8 чорний ферзь · h8 біла тура · a7 білий пішак · d7 білий кінь · f6 чорний пішак · c5 чорний пішак · f5 чорний пішак · c4 білий пішак · d4 чорний король · f4 чорний слон · h4 чорний кінь · g3 білий пішак · a2 білий пішак · b2 білий кінь · c2 чорний пішак · d2 білий пішак · h2 білий король · a1 білий слон · b1 білий ферзь · f1 біла тура · h1 білий слон | b8 чорний ферзь · h8 біла тура · a7 білий пішак · d7 білий кінь · f6 чорний пішак · c5 чорний пішак · f5 чорний пішак · c4 білий пішак · d4 чорний король · f4 чорний слон · h4 чорний кінь · g3 білий пішак · a2 білий пішак · b2 білий кінь · c2 чорний пішак · d2 білий пішак · h2 білий король · a1 білий слон · b1 білий ферзь · f1 біла тура · h1 білий слон | b8 чорний ферзь · h8 біла тура · a7 білий пішак · d7 білий кінь · f6 чорний пішак · c5 чорний пішак · f5 чорний пішак · c4 білий пішак · d4 чорний король · f4 чорний слон · h4 чорний кінь · g3 білий пішак · a2 білий пішак · b2 білий кінь · c2 чорний пішак · d2 білий пішак · h2 білий король · a1 білий слон · b1 білий ферзь · f1 біла тура · h1 білий слон | 2 |
| 1 | b8 чорний ферзь · h8 біла тура · a7 білий пішак · d7 білий кінь · f6 чорний пішак · c5 чорний пішак · f5 чорний пішак · c4 білий пішак · d4 чорний король · f4 чорний слон · h4 чорний кінь · g3 білий пішак · a2 білий пішак · b2 білий кінь · c2 чорний пішак · d2 білий пішак · h2 білий король · a1 білий слон · b1 білий ферзь · f1 біла тура · h1 білий слон | b8 чорний ферзь · h8 біла тура · a7 білий пішак · d7 білий кінь · f6 чорний пішак · c5 чорний пішак · f5 чорний пішак · c4 білий пішак · d4 чорний король · f4 чорний слон · h4 чорний кінь · g3 білий пішак · a2 білий пішак · b2 білий кінь · c2 чорний пішак · d2 білий пішак · h2 білий король · a1 білий слон · b1 білий ферзь · f1 біла тура · h1 білий слон | b8 чорний ферзь · h8 біла тура · a7 білий пішак · d7 білий кінь · f6 чорний пішак · c5 чорний пішак · f5 чорний пішак · c4 білий пішак · d4 чорний король · f4 чорний слон · h4 чорний кінь · g3 білий пішак · a2 білий пішак · b2 білий кінь · c2 чорний пішак · d2 білий пішак · h2 білий король · a1 білий слон · b1 білий ферзь · f1 біла тура · h1 білий слон | b8 чорний ферзь · h8 біла тура · a7 білий пішак · d7 білий кінь · f6 чорний пішак · c5 чорний пішак · f5 чорний пішак · c4 білий пішак · d4 чорний король · f4 чорний слон · h4 чорний кінь · g3 білий пішак · a2 білий пішак · b2 білий кінь · c2 чорний пішак · d2 білий пішак · h2 білий король · a1 білий слон · b1 білий ферзь · f1 біла тура · h1 білий слон | b8 чорний ферзь · h8 біла тура · a7 білий пішак · d7 білий кінь · f6 чорний пішак · c5 чорний пішак · f5 чорний пішак · c4 білий пішак · d4 чорний король · f4 чорний слон · h4 чорний кінь · g3 білий пішак · a2 білий пішак · b2 білий кінь · c2 чорний пішак · d2 білий пішак · h2 білий король · a1 білий слон · b1 білий ферзь · f1 біла тура · h1 білий слон | b8 чорний ферзь · h8 біла тура · a7 білий пішак · d7 білий кінь · f6 чорний пішак · c5 чорний пішак · f5 чорний пішак · c4 білий пішак · d4 чорний король · f4 чорний слон · h4 чорний кінь · g3 білий пішак · a2 білий пішак · b2 білий кінь · c2 чорний пішак · d2 білий пішак · h2 білий король · a1 білий слон · b1 білий ферзь · f1 біла тура · h1 білий слон | b8 чорний ферзь · h8 біла тура · a7 білий пішак · d7 білий кінь · f6 чорний пішак · c5 чорний пішак · f5 чорний пішак · c4 білий пішак · d4 чорний король · f4 чорний слон · h4 чорний кінь · g3 білий пішак · a2 білий пішак · b2 білий кінь · c2 чорний пішак · d2 білий пішак · h2 білий король · a1 білий слон · b1 білий ферзь · f1 біла тура · h1 білий слон | b8 чорний ферзь · h8 біла тура · a7 білий пішак · d7 білий кінь · f6 чорний пішак · c5 чорний пішак · f5 чорний пішак · c4 білий пішак · d4 чорний король · f4 чорний слон · h4 чорний кінь · g3 білий пішак · a2 білий пішак · b2 білий кінь · c2 чорний пішак · d2 білий пішак · h2 білий король · a1 білий слон · b1 білий ферзь · f1 біла тура · h1 білий слон | 1 |
|   | a | b | c | d | e | f | g | h |   |